# بثينة خالدي
بثينة خالدي هي أديبة تونسية وأستاذة بالجامعة الأمريكية في الشارقة، ودرّست في السابق في جامعتي «ديوك» و«ييل» الأميركيتين، وحاصلة على دكتوراه في الأدب المقارن ودراسات الشرق الأوسط من جامعة إنديانا الأميركية.
للخالدي دراسة باللغة الإنجليزية تدعى: «صحوة مصر في أوائل القرن العشرين: دوائر مي زيادة الفكرية» (بالجريف، 2012)، وكتاب باللغة العربية هو «المضمر في الترسل النسوي العربي» (2015)، بالإضافة إلى رواية بعنوان «اختبال»، وشاركت في تحرير ثلاثة كتب: «الأدب العربي الحديث: مختارات»، و«الوافي في تراث العرب الثقافي»، و«تراث العرب المعرفي». تختص خالدي في الكتابة عن الصالونات الأدبية النسائية باللغات العربية والإنجليزية والفرنسية والفارسية، والشعر العربي الكلاسيكي والحديث المترجم، والنهضة، وأدب ما بعد الاستعمار، والإنتاج الأدبي للمرأة، وتعليم اللغة العربية، والصحافة العربية، ودراسات النوع الاجتماعي والمرأة في المنطقة العربية، والمحافل الأدبية، ومختارات ما قبل الحداثة.

## آراء النقاد
ترى سوزانا فيرغسون في مراجعة لكتابها «صحوة مصر في أوائل القرن العشرين: دوائر مي زيادة الفكرية» أن الكتاب يعد «مساهمة مهمة للنظرة الأكاديمية حول النهضة العربية، وإضافة مرحب بها لحجم متزايد من الأعمال التي تخص المفكرات النساء في تاريخ وأدب الشرق الأوسط المعاصر».

## المنشورات والمؤلفات
هذه قائمة بمؤلفاتها، وتشمل العديد من المنشورات في المجلات الأكاديمية وكتب غير روائية ورواية وحيدة.
- بنت الشاطئ «أميرة الصحراء»: «جهادي» في الحجاز، المجلة الدولية لدراسات الشرق الأوسط
- بيت بالكلمات، آذار 2021
- الثقافة العربية كاستراتيجية دفاعية: التعليم التونسي كمثال، إعجاز عربي: مجلة تعلم اللغة العربية، فبراير 2021[6]
- الجرافيتي في أدب الغرباء للأصفهاني، مجلة الأدب العربي
- الصراعات والتشكيلات في فضاء الجريمة
- الفكاهة في رحلة المازني إلى الحرم
- نازك الملائكة وإدغار آلان بو: شعرهما وتقاربهما الشعري، مجلة الأدب العربي، آذار 2020[7]
- اختبال، 2019[8]
- مي زيادة، 2018
- صوفيو بغداد: فهرس طوبوغرافي للمدينة، أيار 2018
- تعليم رسائل المرأة العربية، 2017[9]
- التطبيقات اللغوية، 2016
- خطاب مي زيادة عن الأمة، مجلة الأدب العربي، ديسمبر 2016
- المضمر في الترسل النسوي العربي، المؤسسة العربية للدراسات والنشر، 2015[10]
- الرابطة القلمية، كانون الأول 2013
- صحوة مصر في أوائل القرن العشرين: دوائر مي زيادة الفكرية، ديسمبر 2012[11]
- تفاعلات فكرية متعددة، مجلة الأدب العربي، ديسمبر 2012
- رسم مصغر للنهضة: صالون مي زيادة كمساحة هجينة، مجلة الأدب العربي، 2011
- بالاشتراك مع محسن الموسوي. الأدب العربي الحديث: مختارات، المركز الثقافي العربي، 2010[12]
- بالاشتراك مع محسن الموسوي. الوافي في تراث العرب الثقافي؛ الأندلس والمشرق العربي منذ سقوط الخلافة العباسية، المركز الثقافي العربي، سبتمبر 2010[13]
- بالاشتراك مع محسن الموسوي. تراث العرب المعرفي، أغسطس 2010[14]
- آسيا جبار نوفمبر 2009
- رشيد بوجدرة، نوفمبر 2009
- الرسل في مناخ النهضة: دور رسائل مي زيادة، مجلة الأدب العربي، 2009[15]
- حكايات منتصف الليل: رحلة المرأة عبر الشرق الأوسط، مجلة دراسات المرأة الشرق أوسطية، 2007[16]
- قراءة العراق: الثقافة والسلطة في الصراع، 2006[17]

## الجوائز
- رشح كتابها «المضمر في الترسل النسوي العربي» للقائمة الطويلة لجائزة الشيخ زايد للكتاب، فرع المؤلف الشاب سنة 2015.[18][19]